# Hans Georg Dehmelt
Hans Georg Dehmelt (9 tháng 9 năm 1922 – 7 tháng 3 năm 2017) là nhà vật lý thực nghiệm người Mỹ gốc Đức, đã phát triển kỹ thuật bẫy ion cùng với Wolfgang Paul, và cùng được trao chung một nửa Giải Nobel Vật lý năm 1989. (nửa giải còn lại trao cho Norman Foster Ramsey, Jr. cho phát triển maser trong ứng dụng đồng hồ nguyên tử.) 

## Cuộc đời và sự nghiệp
Ông sinh tại Görlitz, Đức. Khi lên 10 tuổi Dehmelt được một học bổng để vào học trường trung học Berlinisches Gymnasium zum Grauen Kloster, một trường dạy tiếng Latinh ở Berlin. Sau khi tốt nghiệp năm 1940, ông tình nguyện nhập ngũ phục vụ trong binh chủng pháo binh phòng không của Quân đội Đức. Đơn vị ông được gửi sang Stalingrad, ông may mắn thoát khỏi cuộc bao vây của Hồng quân Liên Xô. Ít lâu sau ông trở về Đức và được đơn vị cho đi học Vật lý học ở Đại học Breslau (nay là Đại học Wrocław) năm 1943.  Sau một năm học, ông trở lại đơn vị và bị quân Đồng minh bắt trong Trận Bulge.
Sau khi bị giam 1 năm trong một trại tù binh ở Pháp. Ông được Quân đội Hoa Kỳ phóng thích năm 1946. Dehmelt trở lại học Vật lý học ở Đại học Göttingen, và tự túc bằng cách sửa chữa cùng đổi chác các máy thu thanh cũ thời tiền chiến. Ông đậu bằng thạc sĩ năm 1948 và bằng tiến sĩ năm 1950, đều ở Đại học Göttingen.  Sau đó ông được  Đại học Duke mời làm nghiên cứu sinh sau tiến sĩ, và ông di cư sang Hoa Kỳ năm 1952.
Dehmelt trở  thành giáo sư phụ tá ở Đại học Washington tại Seattle năm 1955, làm phó giáo sư năm 1958, và giáo sư năm 1961. Ông tiếp tục làm việc ở đại học này cho tới khi nghỉ hưu trong tháng 10 năm 2002.  
Công trình nghiên cứu về kỹ thuật bẫy ion thực hiện ở Đại học Washington. Kỹ thuật này được sử dụng trong đo lường hệ số g chính xác cao của electron.
Năm 1979 ông dẫn đầu một đội nghiên cứu đã lần đầu tiên chụp được hình ảnh một nguyên tử đơn độc.

## Đời tư
Dehmelt kết hôn với Irmgard Lassow. Hai người có một con trai. Sau khi người vợ thứ nhất qua đời, ông lại kết hôn với Diana Dundore, một nữ bác sĩ.

## Giải thưởng và Vinh dự
- Giải Davisson – Germer năm 1970.
- Giải Rumford năm 1985.
- Giải Nobel Vật lý năm 1989.
- Giải thưởng Nhà nước về Khoa học, Hoa Kỳ năm 1995.[3]
- Viện sĩ Viện hàn lâm Khoa học quốc gia Hoa Kỳ, 1978

## Một số xuất bản phẩm
- "Nuclear Quadrupole Resonance", H. Dehmelt, Am. J. Phys. 22, 110 (1954)

- "Atomic Phosphorus Paramagnetic Resonance Experiment", H. Dehmelt, Phys. Rev. 99,527 (1955)

- "Paramagnetic Resonance Reorientation of Atoms and Ions Aligned by Electron Impact" H. Dehmelt, Phys. Rev. 103, 1125 (1956)

- "Slow Spin Relaxation of Optically Polarized Sodium Atoms", H. Dehmelt, Phys. Rev. 105, 1487 (1957)

- "Modulation of a Light Beam by Precessing Absorbing Atoms" H. Dehmelt, Phys. Rev. 105, 1924 (1957)

- "Spin Resonance of Free Electrons Polarized by Exchange Collisions", H. Dehmelt, Phys. Rev. 109, 381 (1958)

- "Spin Resonance of Free Electrons", H. Dehmelt, 1958-61 Progress Report for NSF Grant NSF-G 5955

- "Alignment of the H2+ Molecular Ion by Selective Photodissociation", H. Dehmelt and K. Jefferts, Phys. Rev. 125, 1318 (1962)

- "Orientation of He Ions by Exchange Collisions with Cesium Atoms", H. Dehmelt and F. Major, Phys. Rev. Lett. 8, 213 (1962)

- "Ultrahigh Resolution F=0, ±1 3He+ HFS Spectra by an Ion Storage - Exchange Collision Technique", N. Fortson, F. Major and H. Dehmelt, Phys. Rev. Lett. 16, 221 (1966)

- "Radiofrequency Spectroscopy of Stored Ions", H. Dehmelt, Adv. At. Mol. Phys. 3, 53 (1967) and 5, 109 (1969)

- "Alignment of the H2+ Molecular Ion by Selective Photodissociation II: Experiments on the RF Spectrum," Ch. Richardson, K. Jefferts and H. Dehmelt, Phys. Rev. 165, 80 (1968)

- "'Bolometric' Technique for the RF Spectroscopy of Stored Ions", H. Dehmelt and F. Walls, Phys. Rev. Lett. 21, 127 (1968)

- "Radiative Cooling of an Electrodynamically Confined Proton Gas", D. Church and H. Dehmelt, J. Appl. Phys. 40, 3421 (1969)

- "Proposed g-2/vz Experiment on Stored Single Electron or Positron", H. Dehmelt and P. Ekstrom, Bull. Am. Phys. Soc. 18, 727 (1973)